# Malimbus ballmanni
El malimbo de gola (Malimbus ballmanni) es una especie de ave paseriforme de la familia Ploceidae endémica de África occidental.

## Descripción
Mide entre 18 y 20 cm de longitud. Su plumaje es de color negro, los machos tienen parches de color amarillo dorado en la nuca, pecho y en las infracoberteras caudales; las hembras solo tienen un parche en forma de media luna en el pecho, de color amarillo.

## Distribución y hábitat
Habita en los bosques tropicales húmedos y en bosques secundarios muy antiguos de Costa de Marfil, Guinea, Liberia y Sierra Leona. Está amenazado por la pérdida de su hábitat.